# Katedrala u São Paulu
Katedrala u São Paulu (portugalski: Catedral da Sé de São Paulo) je katedrala rimokatoličke nadbiskupije u gradu São Paulo, Brazil. Izgrađena je u neogotičkom stilu. Iako ima renesansnu kupolu, katedrala se smatra 4. najvećom neogotičkom katedralom u svijetu.
Sadašnja katedrala je sagrađena za vrijeme nadbiskupa Duarte Leopoldo e Silva, ujedno i prvog nadbiskupa São Paula. Gradnja je započeta 1913. godine na mjestu uništene kolonijalne katedrale prema projektu njemačkog arhitekta Maximilian Emil Hehl, koji je dizajnirao neogotičku strukturu. Radovi su tekli sporo i katedrala je posvećena tek 1954. u vrijeme proslave četiri stoljeća postojanja grada São Paula, s nedovršenim zvonicima. Zvonici su dovršeni 1967. godine.
Najveća je crkva u São Paulu sa 111 metara dužine, 46 širine i dva zvonika visine 92 metra. U potpunosti je obnovljena u razdoblju između 2000. i 2002. godine.

## Vanjske poveznice
- (port.) O renoviranju katedrale u gradskim novinama
- (en) Stranica katedrale na SkyscraperPage.com